# Joan Dausà
Joan Dausà i Riera, född 9 juni 1979 i Sant Feliu de Llobregat, är en katalansk (spansk) sångare, musiker, skådespelare och TV-programledare. Han är som musiker bland annat känd för samarbetet i gruppen Joan Dausà i els Tipus d'Interès, filmmusik och för en senare solokarriär som musiker.

## Biografi

### Tidiga år och musikintresse
Joan Dausà förlorade sin mor tre veckor efter hans födelse 1979. Orsaken var en känd sjukdom som innebar stora risker vid en graviditet. Moderns beslut att trots detta föda fram Joan är centrala motiv i flera av hans sånger, inklusive i "1979".
Vid fjorton års ålder började Dausà sjunga och spela gitarr i ett löst sammansatt ungdomsband. Senare, under universitetstiden, bildade han musikgruppen Na'fent. Vid sidan av hade han även ägnat sig åt att lära ut dans och sång vid stiftelsen Fundació Pere Tarrés.

### Skådespelare och programledare
Dausàs intresse för teater väcktes under en utbytesvistelse via Erasmusprogrammet i Argentina, där han deltog i teaterklasser vid universitet. Efter denna tid gjorde han diverse inhopp i olika TV-produktioner, inklusive i TV-serien El cor de la ciutat producerad för TV3. Därigenom kom han också att söka in vid skådespelarutbildningen vid Institut del Teatre i Barcelona.
Som skådespelare har Joan Dausà synts i ett antal olika katalanska TV- och teaterproduktioner. Förutom i El cor de la ciutat har han medverkat i Club Super 3 i TV3:s systerkanal Súper3. Dessutom har han spelat rollfiguren "Nico" i den långlivade katalanska TV-serien La Riera.
På teaterscenen har han spelat i pjäsen Natale in casa Cupiello i regi av Oriol Broggi samt i Automàtics i regi av Javier Daulte. Dausà har haft roller i långfilmen Barcelona, nit d'estiu samt i dess uppföljare Barcelona, nit d'hivern; dessutom har han skrivit filmmusiken till båda produktionerna.
Joan Dausà har också verkat som röstskådespelare. Han har gjort rösten till figuren "Xavi Masdéu" i den animerade TV-serien Arròs covat.
Vid sidan av skådespelarinsatserna har Joan Dausà även synts som programledare i olika katalanska TV-program och evenemang. Detta inkluderar La festa dels súpers, den årliga barn-TV-festivalen arrangerad av det katalanska TV-bolaget CCMA. Dessutom har han lett Certamen nacional de lectura en veu alta.

### Musikkarriär
Joan Dausà har under 2010-talet från och till varit mest aktiv som musiker. 2012 kom gruppen Joan Dausà i els Tipus d'Interès ut med sitt första album Jo mai mai. Två år senare kom nästa utgåva, betitlad On seràs demà. Däremellan producerade Dausà musiken till filmen Barcelona nit d'estiu (2013), följd två år senare av Barcelona nit d'hivern På dessa musikproduktioner assisterades Dausà av samma "Tipus d'Interès"-ensemble, och gruppen gjorde flera konsertturnéer. Musiken till Barcelona nit d'estiu gav Dausà ett Gaudístatyett, utdelat av Katalanska filmakademin.
2015 meddelade Joan Dausà att han åtminstone tillfälligt lade musikkarriären på is, och en konsertinspelning från Barcelonas konserthus Palau de la Música Catalana gavs ut året efter på CD.
Tre år senare, på våren 2018, återkom Joan Dausà till musiken. Denna gång skedde det som soloartist, utan inblandning av den tidigare Tipus d'Interès-gruppen. Albumet Ara som gegants ('Nu är vi jättar') lanserades i april, tillsammans med titellåten. Senare under året kom också en musikvideo till albumlåten "La gran eufòria", regisserad av Marc Pujolar och med en avancerad gruppkoreografi utarbetad av Ainoa Pons. Albumet kom till efter en längre tids reflekterande och "inre resa". Under 2018 genomförde han sedan en konsertturné i miniformat (inklusive en konsert på Tibidabos nöjesfält ovanför Barcelona) i en ensemble med tre andra turnémusiker.

### Övriga aktiviteter
Vid sidan av sina medieaktiviteter ägnar sig Dausà även åt företagsadministration. Han är utbildad i företagsledning vid Universitat Pompeu Fabra och har fått nytta av den utbildningen via sitt bokföringsarbete på sin fars företag.

## Diskografi
- Jo mai mai (2012, presenterad som "Joan Dausà i els Tipus d'Interès")
- Barcelona nit d'estiu (2013, soundtrack till filmen Barcelona, nit d'estiu)
- On seràs demà (2014), Right Here Right Now[6]
- Barcelona nit d'hivern (2015, soundtrack till filmen Barcelona, nit d'hivern)
- La festa final (2016, konsertalbum från Palau de la Música, inspelat 27 och 28 december 2015)
- Ara som gegants (2018), Promo Arts[7]
- Ho tenim tot (2021), Promo Arts

## Utmärkelser (urval)
Premi Enderrock 2019:
- publikpriset för Bästa singer-songwriter-album, för Ara som gegants
- kritikerpriset för Bästa artist